# 샤페이의 멋진 모험
《샤페이의 멋진 모험》(Sharpay's Fabulous Adventure)은 미국에서 제작된 마이클 렘벡 감독의 2011년 코미디, 드라마, 가족 영화이다. 미국에서 DVD로 직접 개봉된 뮤지컬 영화이다. 애슐리 티스데일 등이 주연으로 출연하였다.
이 영화는 2011년 4월 19일 블루레이/DVD 콤보팩으로 출시되었다.  그 뒤 2011년 5월 22일 디즈니 채널에서 디즈니 채널 오리지널 무비로서 초연되었다. 이 영화는 디즈니 채널에 방영되기 전 홈 미디어로 출시된 최초의 디즈니 채널 오리지널 무비이다.

## 출연

### 주연
- 애슐리 티스데일

### 조연
- 오스틴 버틀러
- 카메론 굿맨
- 브래들리 스티븐 페리
- 제시카 턱
- 로렌 콜린스
- 알렉 마파
- 잭 플로트닉
- 팻 마스트로이안니
- 태미 이사벨
- 카일 뷰캐넌
- 호르헤 몰리나
- 마이아 마이클스

## 기타
- 프로듀서: 빌 보든
- 프로듀서: 조나단 해킷
- 프로듀서: 베리 로젠부시
- 프로듀서: 애슐리 티스데일
- 미술: 마크 호펠링
- 세트: 캐롤라인 지
- 세트: 클리브 토마슨
- 의상: 나탈리 브론프만